# 阿兰蒂纳
阿兰蒂纳是巴西米纳斯吉拉斯州的一个市镇。总面积89.382平方公里，总人口2544人，人口密度28.5人/平方公里。